# Список финалов Лиги конференций УЕФА

Лига конференций УЕФА (англ. UEFA Europa Conference League; UECL) — ежегодное соревнование футбольных клубов, входящих в состав УЕФА. Клубы претендуют на участие в этой Лиге на основе результатов их выступления в национальных лигах и кубковых соревнованиях. Это третий уровень европейского клубного футбола после Лиги чемпионов и Лиги Европы.
Соревнование проводится с сезона 2021/22, и этот турнир фактически служит более низким уровнем Лиги Европы УЕФА. В Лиге конференций в первую очередь участвуют команды из низших по рейтингу ассоциаций-членов УЕФА.
Победитель автоматически получает право на участие в Лиге Европы следующего сезона, если он уже не прошел квалификацию в Лигу чемпионов через свою внутреннюю лигу.

## Финалы

### Легенда
| Матч завершился в дополнительное время                          |
| Победитель в матче был определён в серии послематчевых пенальти |

| Сезон   | Страна | Победитель       | Счёт           | Финалист   | Страна     | Стадион         | Место             | Зрители |
| ------- | ------ | ---------------- | -------------- | ---------- | ---------- | --------------- | ----------------- | ------- |
| 2021/22 | Италия | Рома             | 1:0            | Фейеноорд  | Нидерланды | Арена Комбетаре | Тирана, Албания   | 19 597  |
| 2022/23 | Англия | Вест Хэм Юнайтед | 2:1            | Фиорентина | Италия     | Фортуна Арена   | Прага, Чехия      | 17 363  |
| 2023/24 | Греция | Олимпиакос       | 1:0 (доп. вр.) | Фиорентина | Италия     | Айя-София       | Афины, Греция     | 26 842  |
| 2024/25 | Англия | Челси            | 4:1            | Реал Бетис | Испания    | Вроцлав         | Вроцлав, Польша   |         |
| 2025/26 |        |                  | -:-            |            |            | РБ Арена        | Лейпциг, Германия |         |
| 2026/27 |        |                  | -:-            |            |            | Бешикташ        | Стамбул, Турция   |         |

## Количество побед

### По клубам
| Клуб             | Победы в финале | Поражения в финале | Годы побед в финале | Годы поражений в финале |
| ---------------- | --------------- | ------------------ | ------------------- | ----------------------- |
| Рома             | 1               | 0                  | 2022                | —                       |
| Вест Хэм Юнайтед | 1               | 0                  | 2023                | —                       |
| Олимпиакос       | 1               | 0                  | 2024                | —                       |
| Челси            | 1               | 0                  | 2025                | —                       |
| Фиорентина       | 0               | 2                  | —                   | 2023, 2024              |
| Фейенорд         | 0               | 1                  | —                   | 2022                    |
| Реал Бетис       | 0               | 1                  | —                   | 2025                    |

### По странам
| Страна     | Победители | Финалисты | Всего |
| ---------- | ---------- | --------- | ----- |
| Англия     | 2          | 0         | 2     |
| Италия     | 1          | 2         | 3     |
| Греция     | 1          | 0         | 1     |
| Нидерланды | 0          | 1         | 1     |
| Испания    | 0          | 1         | 1     |